# Alpes-Maritimes (1793-1814)
1793–1814
Entités précédentes :
- Comté de Nice et Marquisat de Dolceacqua (partie du royaume de Sardaigne) (1793)
- Principauté de Monaco (1793)
- République ligurienne (1805)

Entités suivantes :
- Comté de Nice (partie du royaume de Sardaigne)
- Principauté de Monaco

Les Alpes-Maritimes sont un ancien département français, créé pendant la Révolution française en 1793 et dissous en 1814 lors de la chute du Premier Empire. Géographiquement, il correspond à peu près à l'actuel département des Alpes-Maritimes, recréé en 1860 à la suite de l'annexion du comté de Nice.

## Historique
En 1792, le département est principalement composé du comté de Nice, province du royaume de Sardaigne limitrophe de la toute jeune Première République française. La principauté de Monaco occupe une frange de littoral à l'est de Nice. La république de Gênes se situe légèrement plus loin sur la côte ligure.
Après le déclenchement de la guerre de la première coalition, l'armée du Midi de la République française occupe Nice le 29 septembre 1792. En octobre, elle occupe une partie du comté, mais se heurte à la résistance sarde dans les hautes vallées. Pendant 18 mois, la République française et le royaume de Sardaigne se livrent à une guerre de montagne ; le comté de Nice n'est entièrement conquis qu'en mai 1794 et la résistance intérieure des Barbets se poursuit pendant des années.
Le 31 janvier 1793, la Convention nationale décrète le rattachement du comté de Nice à la France. Le 4 février, après le rapport de Claude Fauchet (député du Calvados) au nom du Comité de division, le comté est organisé en département des Alpes-Maritimes. Le 14, après le rapport de Lazare Carnot (député du Pas-de-Calais) au nom du Comité diplomatique, la principauté de Monaco est rattachée au département. Le 28 mars, les représentants en mission Henri Grégoire (député du Loir-et-Cher) et Grégoire Jagot (député de l'Ain) divisent le département en trois districts, de Nice, de Puget-Théniers et de Menton. 
Le 23 mai, les trois députés des Alpes-Maritimes, (Joseph Dabray, Jean Dominique Blanqui et Ruffin Massa) sont admis à siéger à la Convention,. Tous trois siègent sur les bancs de la Gironde. Le 28 mai, ils votent en faveur du rétablissement de la Commission des Douze. Le 3 octobre, sur motion de Jean-Pierre-André Amar, membre du Comité de sûreté générale, ils sont décrétés d'arrestation pour avoir signé la protestation contre les journées du 31 mai et du 2 juin. Ils sont libérés et réintégrés à leur poste le 18 frimaire an III (8 décembre 1795).
En 1796, le général français Napoléon Bonaparte lance depuis Nice la première campagne d'Italie. Le 18 avril 1796, le roi de Sardaigne Victor-Amédée III capitule à Cherasco ; l'armistice de Cherasco lui impose le 28 avril de se retirer de la Première Coalition. Le 15 mai, le traité de Paris entérine l'annexion du comté de Nice par la France.
La République ligurienne est créée en juin 1797 à partir de la république de Gênes. « République sœur », il s'agit d'un simple État satellite de la France qui est finalement annexé le 6 juin 1805. Sa partie occidentale est alors rattachée aux Alpes-Maritimes.
En 1814, l'issue de la Campagne de France met fin aux Alpes-Maritimes. Le roi de Sardaigne Victor-Emmanuel Ier reprend contrôle du comté de Nice le 23 avril 1814. La république de Gênes est rétablie le 26 avril avant d'être annexée par le royaume de Sardaigne le 28 juin. Le 30 mai, le traité de Paris replace la France dans ses frontières de 1792, consacrant la dissolution du département et le retour à l'indépendance de Monaco.

## Géographie
Le premier département des Alpes-Maritimes recouvre la majeure partie de l'actuel département des Alpes-Maritimes, à trois exceptions :
- Au sud-ouest, les limites sont fixées par le Var, l'Estéron et le Rioulan. Il ne comporte pas l'arrondissement de Grasse, qui est détaché du département du Var en 1860 à sa recréation.
- Au sud-est, il s'étend sur un territoire actuellement sous souveraineté italienne. En 1793, il s'agit uniquement du canton de Perinaldo. En 1805, l'annexion de la république ligurienne lui adjoint la partie sud-ouest de l'actuelle province d'Imperia, à peu-près jusqu'à l'Argentina (it).
- Au sud, il inclut Monaco, actuel État indépendant.

## Organisation administrative

### Première organisation (1793-1795)

Carte des Alpes-Maritimes en 1793, présentant sa division en districts (bleu : Puget-Théniers, vert : Nice, mauve : Menton) et cantons.

En 1793, les Alpes-Maritimes sont initialement organisées en districts subdivisés en cantons, comme les autres départements de France. Le découpage est alors le suivant :
- District de Nice : cantons d'Aspremont, Contes, l'Escarène, Levens, Nice, Roquebillière, Utelle et Valdeblore.
- District de Menton : cantons de La Brigue, Menton, Monaco, Perinaldo et Sospel.
- District de Puget-Théniers : cantons de Beuil, Gilette, Guillaumes, Puget, Roquesteron, Saint-Étienne et Villars-sur-Var.

Le 9 ventôse an II (27 février 1794), Monaco devient chef-lieu de district à la place de Menton (sous le nom de Fort-d'Hercule).

### Deuxième organisation (1795-1805)

Carte des Alpes-Maritimes en 1801, présentant sa division en arrondissements (bleu : Puget-Théniers, vert : Nice, mauve : Monaco) et cantons.

Carte des Alpes-Maritimes (1800)

En 1795, les districts sont abandonnés. Les arrondissements sont créés le 17 février 1800. Le découpage est alors le suivant :
- Arrondissement de Nice :
  - Canton de Nice : Nice ; Villefranche
  - Canton d'Aspremont : Aspremont ; Falicon ; Saint-André ; Tourrette
  - Canton de Contes : Berre ; Châteauneuf ; Coaraze ; Contes ; Drap
  - Canton de L'Escarène : L'Escarène ; Lucéram ; Peille ; Peillon ; Touët-de-l'Escarène
  - Canton de Levens : Duranus ; Levens ; La Roquette-Saint-Martin ; Saint-Blaise
  - Canton de Roquebillière : Belvédère ; La Bollène ; Roquebillière ; Saint-Martin ; Venanson
  - Canton d'Utelle : Lantosque ; La Tour ; Utelle
  - Canton de Valdeblore : Marie ; Rimplas ;Roure ; Saint-Sauveur ; Valdeblore
- Arrondissement de Monaco :
  - Canton de Monaco : Èze ; Monaco ; Roquebrune ; La Turbie
  - Canton de La Brigue : La Brigue ; Saorge ; Tende
  - Canton de Menton : Castellar ; Gorbio ; Menton ; Sainte-Agnès
  - Canton de Perinaldo : Apricale ; Dolceacqua ; Isolabona ; Perinaldo ; Pigna ; Rochetta ; Seborga
  - Canton de Sospel : Breil ; Castillon ; Moulinet ; Sospel
- Arrondissement de Puget-Théniers :
  - Canton de Puget-Théniers : Auvare ; La Croix ; Puget-Rostang ; Puget-Théniers ; Saint-Léger ; Touët-de-Beuil
  - Canton de Beuil : Beuil ; Ilonse ; Lieuche ; Pierlas ; Rigaud ; Roubion
  - Canton de Gilette : Bonson ; Gilette ; Toudon ; Tourette-Revest
  - Canton de Guillaumes : Châteauneuf ; Daluis ; Entraunes ; Guillaumes ; Péone ; Saint-Martin ; Sauze ; Villeneuve
  - Canton de Roquestéron : Ascros ; Cuébris ; La Penne ; Pierrefeu ; Roquestéron ; Saint-Antonin ; Sigale
  - Canton de Saint-Étienne : Isola ; Saint-Dalmas-le-Selvage ; Saint-Étienne
  - Canton de Villars : Bairols ; Clans ; Malaussène ; Massoins ; Thiéry ; Tournefort ; Villars

Cette organisation subit peu de modifications. Toutefois, par l'arrêté du 17 frimaire an X (8 décembre 1801), Saint-Sauveur devient chef-lieu de canton à la place de Valdeblore, le canton de Contes est rattaché à celui de L'Escarène, celui de Levens à celui d'Aspremont, et le canton de Nice est divisé en trois cantons : Nice-Ouest, Nice-Est et Villefranche.

### Troisième organisation (1805-1814)

Carte des Alpes-Maritimes en 1805, présentant sa division en arrondissements (bleu : Puget-Théniers, vert : Nice, mauve : San Remo) et cantons.

Le 17 prairial an XIII (6 juin 1805), la république ligurienne est rattachée à la France, donnant naissance à trois nouveaux départements : Apennins, Gênes et Montenotte. Toutefois, la partie occidentale de la république est annexée aux Alpes-Maritimes. À partir du 23 septembre 1805, la composition du département est la suivante :
- Arrondissement de Nice, composé des huit cantons préexistants, ainsi que ceux de Menton, Monaco et Sospel ; Breil et Saorge sont plus tard détachées dans l'arrondissement de San Remo.
- Arrondissement de San Remo :
  - Canton de San Remo : La Colla (it) ; San Remo
  - Canton de Vintimille : Airole ; Bevera (it) ; Camporosso ; La Penna ; Vintimille
  - Canton de Bordighera : Bordighera ; Borghetto ; San Biagio ; Sasso ; Seborga ; Soldano ; Vallebona ; Vallecrosia
  - Canton de Taggia : Badalucco ; Castelbajardo ; Ceriana ; Montalto ; Taggia
  - Canton de Triora : Triora
  - Canton de Pigne : Castel Franco ; Pigne
  - Canton de La Brigue : La Brigue ; Tende (dès 1807)
  - Canton de Perinaldo : Apricale ; Borjardo ; Dolceacqua ; Isolabona ; Perinaldo ; Rochetta
  - Canton de Saorge : Breil ; Saorge (dès 1807)
- Arrondissement de Puget-Théniers : aucun changement

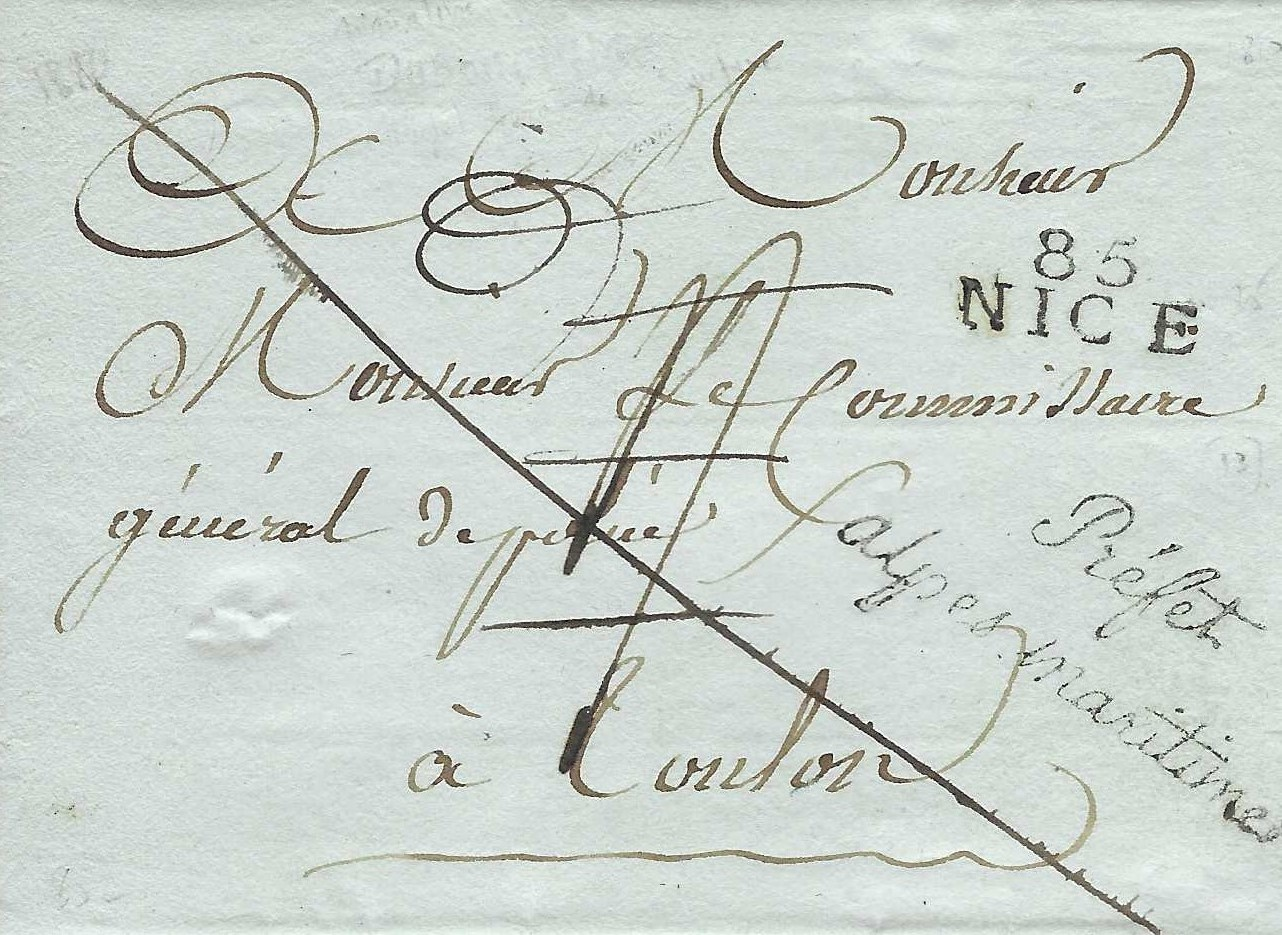
Lettre du 7 juin 1806 portant le cachet de franchise du préfet des Alpes Maritimes Dubouchage

## Préfets
voir la liste des préfets des Alpes-Maritimes

## Poste
Le numéro des Alpes-Maritimes, apposé sur les marques postales, est le no 85